# 第24師団 (日本軍)
第24師団（だいにじゅうよんしだん）は、大日本帝国陸軍の師団の一つ。

## 沿革
満州に駐屯していた2個連隊と内地の1個連隊を以って1939年（昭和14年）10月に満州のハルビンで編成され第5軍隷下で国境警備に当る。
1944年（昭和19年）2月に歩兵第22・第32連隊、野砲兵第42連隊の各1個大隊と工兵第24連隊の1個中隊を主力とした第7派遣隊を編成して、メレヨン島に派遣した。第7派遣隊は4月に無事にメレヨン島に上陸し、6月に南洋第5支隊とともに独立混成第50旅団に改編された。メレヨン島に連合軍の上陸は無かったが空襲は激しく、さらには補給途絶による飢餓が著しく、守備隊の3/4は終戦までに死亡した。
また、歩兵第89連隊の1個大隊も第1派遣隊編成のために同様に抽出され、最終的にサイパン島へと上陸。その後、第1派遣隊は独立混成第47旅団に改編された。第24歩兵団司令部も、満州警備の独立守備歩兵大隊3個を改編した第9派遣隊の本部となり、ヤップ島に向かった。しかし、途中で輸送船が撃沈され、サイパン島に上陸した。被害の小さかった独立守備歩兵第12大隊のみがヤップ島に再出発し、無事に到着した。第9派遣隊の残存兵力は独立歩兵第318大隊に再編されて、これも独立混成第47旅団に編入され、サイパンの戦いで玉砕した。
続いて1944年7月に師団主力は沖縄戦に転用され第32軍隷下に移り沖縄本島に上陸、第9師団が台湾へ移動となったため担任区域を代わりに引継いで防御体制を固めた。派遣隊要員として抽出されて欠けていた大隊は、沖縄の現地召集者などにより再編成された。
1945年（昭和20年）4月にアメリカ軍が上陸し沖縄戦が始まると、第32軍の総予備として控え、4月23日に戦闘加入し首里北西において米軍と交戦する。5月4日に総反撃に出たが、歩兵第32連隊第1大隊が棚原高地を占領した以外には戦果を挙げられず、攻撃は失敗した。その後は後退しつつ防御したが、6月初旬の段階で師団固有の練度の高い人員は3000人以下に減少し、配属部隊を合わせて師団兵力1万2千人だった。その後、6月20日に師団長の雨宮巽中将が自活自戦を指示して師団の組織的戦闘を終え、同月末に師団長・参謀長が自決した。師団の残存人員のうち、歩兵第32連隊第1大隊と第3大隊は終戦まで部隊行動を続け、8月末から9月初旬に投降した。
1966年8月11日に沖縄南部の壕で発見された約80体の遺骨のうち、14体が雨宮中将ら高級将校のものであることが判明した。

## 1945年（昭和20年）当時の主な装備定数
- 三八式歩兵銃 約7000丁
- 四年式15cm榴弾砲　12門
- 九一式10cm榴弾砲　16門
- 九五式75mm野砲　　 8門

6月初旬には小銃が3人に1丁、機関銃が残存2割、歩兵砲・迫撃砲が残存1割などに減少した。

## 師団概要

### 歴代師団長
- 黒岩義勝 中将：1939年（昭和14年）10月2日 - 1941年（昭和16年）3月1日
- 根本博 中将：1941年（昭和16年）3月1日 - 1944年（昭和19年）2月7日
- 雨宮巽 中将：1944年（昭和19年）2月7日 - 1945年（昭和20年）6月30日（自決）

### 歴代参謀長
- 青津喜久太郎 歩兵中佐：1939年（昭和14年）10月2日 - 1940年（昭和15年）10月10日
- 土屋治男 中佐：1940年（昭和15年）10月10日 - 1941年（昭和16年）4月1日[2]
- 吉武秀人 大佐：1941年（昭和16年）4月1日 - 1942年（昭和17年）2月9日[3]
- 白崎嘉明 中佐：1942年（昭和17年）2月9日 - 1944年（昭和19年）5月16日
- 木谷美雄 中佐：1944年（昭和19年）5月16日 - 1945年（昭和20年）6月30日頃（自決）

### 歴代高級副官
- 青木政尚 中佐：1939年（昭和14年）10月2日 - ?
- 山口貞治 少佐：

### 歴代兵器部長
- 藤重正従 中佐：1939年（昭和14年）10月2日 - 1941年（昭和16年）8月25日
- 三村親厚 中佐：1941年（昭和16年）8月25日 - 1944年（昭和19年）6月10日
- 小野芳樋 少佐：1944年（昭和19年）6月10日 -

### 歴代経理部長
- 紺田修一 主計中佐：1939年（昭和14年）10月1日 - 1942年（昭和17年）8月1日
- 成清治雲 主計中佐：1942年（昭和17年）8月1日 - 1943年（昭和18年）1月27日
- 小沢辰二 主計中佐：1943年（昭和18年）1月27日 -

### 歴代軍医部長
- 菅原章二郎 軍医中佐：1939年（昭和14年）10月2日 - 1942年（昭和17年）3月24日
- 深谷鉄夫 軍医大佐：1942年（昭和17年）3月24日 - ?
- 都留完 軍医中佐：?

### 歴代獣医部長
- 佐藤雄寿 獣医中佐：1939年（昭和14年）10月5日 - 1943年（昭和18年）4月17日
- 石垣誠一 獣医中佐：1943年（昭和18年）4月17日 -

## 最終所属部隊
- 歩兵第22連隊（松山）：吉田勝大佐
- 歩兵第32連隊（山形）：北郷格郎大佐
- 歩兵第89連隊（旭川）：金山均大佐
- 捜索第24連隊：才田勇太郎少佐
- 野砲兵第42連隊：西澤勇雄大佐
- 工兵第24連隊：児玉昶光大佐
- 輜重兵第24連隊：中村卯之助大佐
- 第24師団通信隊：保科清一郎大尉
- 第24師団防疫給水部：金井泰清少佐
- 第24師団第1野戦病院：安井二郎少佐
- 第24師団第2野戦病院：小池勇助少佐
- 第24師団制毒隊：五十嵐正次郎大尉
- 第24師団兵器勤務隊：田中信造大尉
- 第24師団病馬廠：岩井吉五郎大尉